# Joseph Parrocel
Joseph Parrocel (ur. 3 października 1646 w Brignoles, zm. 1 marca 1704 w Paryżu) – francuski malarz barokowy, znany ze swoich obrazów i rysunków scen bitewnych.
Joseph Parrocel pochodził z rodziny artystów z Montbrisson z regionu Loary z jednej z najliczniejszych francuskich dynastii artystycznych. Od XVI wieku, w sześciu kolejnych pokoleniach było czternastu malarzy. Joseph Parrocel i jego syn Charles Parrocel (1688-1752) byli wybitnymi malarzami batalistycznymi oraz twórcami obrazów o tematyce myśliwskiej. Bratanek Josepha, Pierre Parrocel (1670-1739) był płodnym malarzem dzieł religijnych, podobnie jak jego bratanek i uczeń Etienne Parrocel (1696-1775), który spędził życie zawodowe w Rzymie.
Joseph Parrocel studiował u swojego ojca Barthélemy Parrocela, a następnie u swojego starszego brata Louisa Parrocela. Przez cztery lata nauki pobierał w Paryżu a od 1667 w Rzymie, gdzie został uczniem malarza bitewnego Jacquesa Courtoisa i gdzie tworzył pod wpływem prac Salvatora Rosa. W 1675 powrócił do Paryża. W lutym 1676 został przyjęty do Królewskiej Akademii Malarstwa i Rzeźby a pełnoprawnym członkiem Akademii został na jesieni tego samego roku po prezentacji dzieła pt. Oblężenie Maastricht.

## Twórczość artystyczna
Jego twórczość malarska składa się głównie ze scen batalistycznych. W latach 1685–88 wykonał jedenaście obrazów dla sali Grand Couvert w Pałacu wersalskim.  
Został wybrany przez Louvois do udziału w dekoracji ścian Hôtel des Invalides. W 1685 roku powierzono mu dekorację pierwszych dwóch salonów królewskich wewnętrznych komnat w Wersalu.  
W 1699 namalował Przeprawę przez Ren (Paryż, Muzeum Luwr) dla zamku w Marly-le-Roi w departamencie Yvelines, a w 1700 wykonał Jarmark w Bezons (Muzeum Sztuki w Tours). Był autorem wielu scen myśliwskich, które można obejrzeć m.in. w National Gallery w Londynie. namalował też kilka obrazów przedstawiających kobietę na koniu. 
Tworzył szkice, rysunki i grafiki (akwaforty) oraz obrazy o tematyce religijnej, z których 43 (głównie rysunki)  prezentowane są w British Museum. Namalował jeden z obrazów majowych ofiarowywanych w maju każdego roku przez Akademię dla Katedry Notre-Dame w Paryżu. 
Tworzył też sceny rodzajowe, często szkice ołówkiem, np. Postój w oberży, Scena na ulicy, Karoce przy tawernie.
Jego technika malarska była bardzo oryginalna w swoich czasach; posługiwał się swobodnym stylem wykonania, grubym impastem i intensywnymi kolorami. Był także płodnym grawerem, wykonując około 100 płyt, w tym 25 na temat tajemnic z życia Jezusa Chrystusa i czterdzieści prac na temat cudów z życia Jezusa Chrystusa. 

## Uczniowie
Do jego uczniów należeli pejzażysta François Sylvestre (1667-1738), jego syn Charles Parrocel i jego siostrzeńcy Ignace-Jacques Parrocel (1667-1722) oraz Pierre Parrocel.

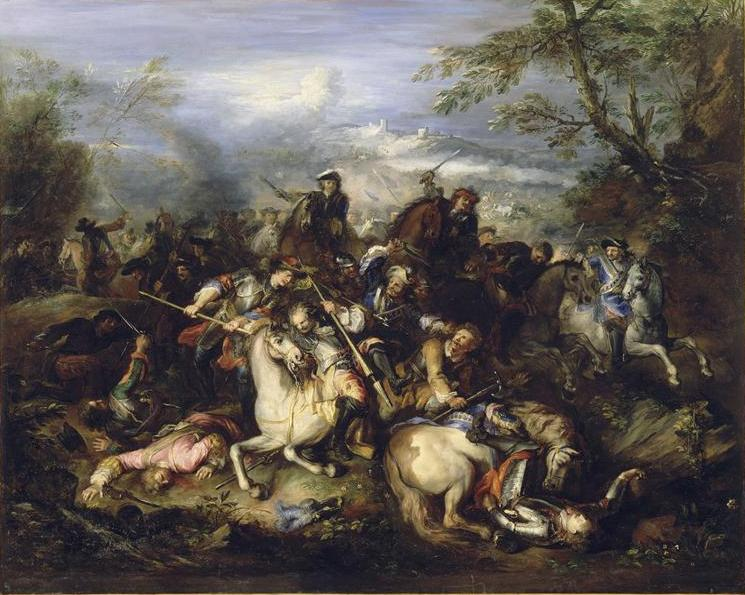
Bitwa pod Leuze
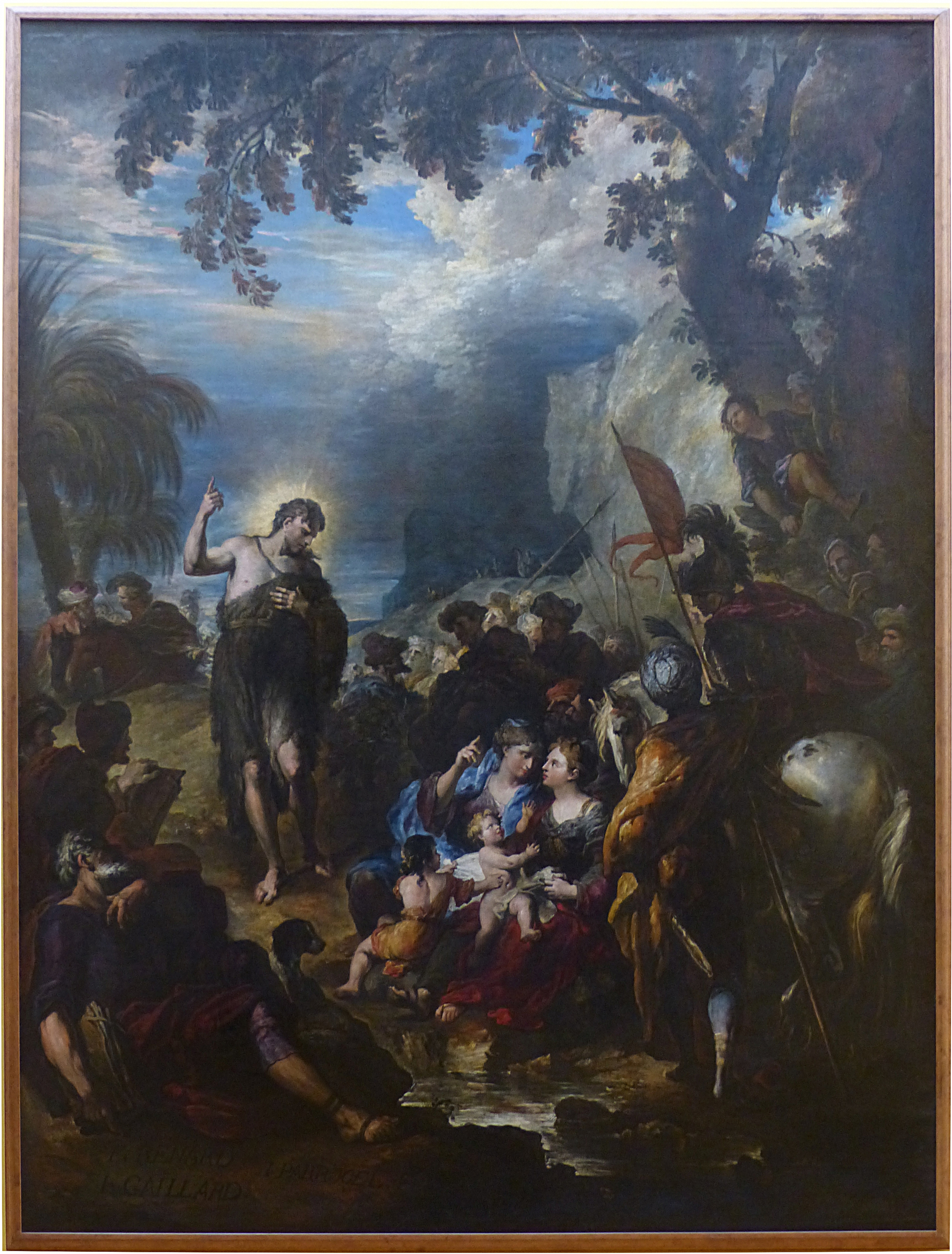
Kazanie Jana Chrzciciela
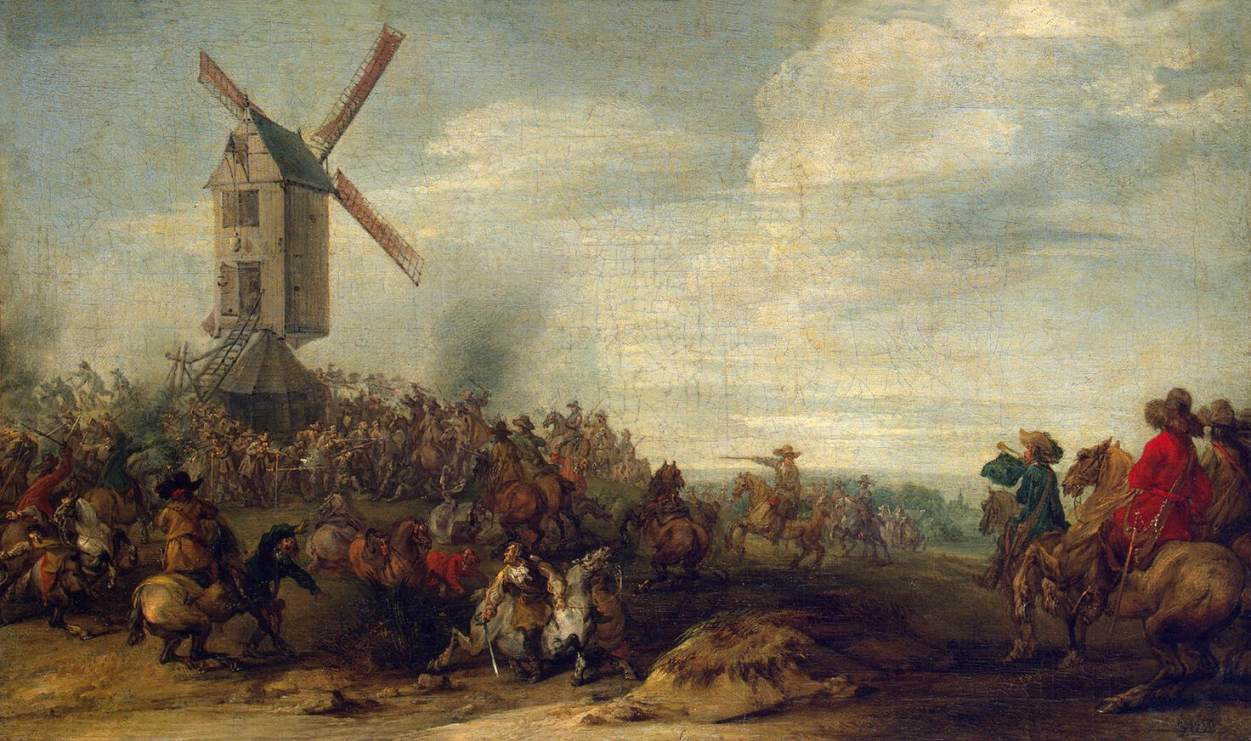
Bitwa pod wiatrakiem